# 斑鼻魚
斑鼻魚，俗名剝皮仔、打鐵婆，於1981年由美國魚類學家John Ernest Randall和Paul J. Struhsaker首次正式描述，其模式產地為夏威夷歐胡島哈利瓦附近，為輻鰭魚綱鱸形目刺尾魚亞目刺尾魚科的其中一個種，分布於太平洋區，從日本至夏威夷群島海域，棲息深度43-220公尺，本魚體為長橢圓形且側扁，尾柄上有兩個小骨板，每個骨板都有一個向外突出的大致半圓形的硬棘，尾鰭略凹，鰭葉尖端沒有延長為細絲，身體整體顏色為藍灰色，下半身顏色較淺，上四分之三的身體覆蓋著許多黑點和線條，頭部也有類似但不太明顯的斑紋，背鰭硬棘6-7枚、背鰭軟條26-28枚、臀鰭硬棘2枚、臀鰭軟條26-28枚，體長可達60公分，棲息在較深的礁石區，生活習性不明，可作為食用魚。
其种加词“maculatus”意为“有斑点、斑块、斑纹的”。